# Голкохвіст нігерійський
Голкохвіст нігерійський (Neafrapus cassini) — вид серпокрильцеподібних птахів родини серпокрильцевих (Apodidae). Мешкає в тропічних лісах Західної і Центральної Африки, від Сьєрра-Леоне на заході до Уганди на сході і Габону на півдні (а також на острові Біоко).